# Scissors
Scissors es una película de suspenso estadounidense de 1991 dirigida por Frank de Felitta y protagonizada por Sharon Stone, Ronny Cox y Steve Railsback.

## Sinopsis
Angela Anderson compra un par de tijeras en una ferretería. De camino a su casa, un hombre de barba roja la ataca en el ascensor de su bloque de apartamentos. Ella lo apuñala con las tijeras en defensa propia. Inmediatamente después del ataque, Angela es encontrada por dos hermanos gemelos (ambos interpretados por Steve Railsback) que viven al lado de ella. El primer hermano, Alex, es la estrella de una exitosa telenovela, mientras que el otro, Cole, es un artista en silla de ruedas. Se desarrolla una atracción entre Ángela y Alex, que se ve constantemente reprimida por la represión sexual de Angela. Las sesiones de hipnoterapia con su psiquiatra, el Dr. Steven Carter, revelan a un hombre de barba roja llamado Billy en el pasado de Angela, una sorprendente coincidencia con su reciente ataque.

## Reparto
- Sharon Stone es Angela Anderson.
- Steve Railsback es Cole Morgan, Alex Morgan.
- Ronny Cox es Stephen Carter.
- Michelle Phillips es Ann Carter.
- Vicki Frederick es Nancy.
- Leonard Rogel es Barba Roja.
- Carl Ciarfalio es el atacante.